# Oberkommando der Wehrmacht

Oberkommando der Wehrmacht sau OKW (Înaltul comandament al Wehrmacht-ului = al forțelor de apărare) a fost instituția militară germană de nivelul cel mai înalt care se ocupa cu planificarea și administrația militară din timpul celui de-al Doilea Război Mondial. Își avea sediul principal în localitatea Wünsdorf (acum cartier al orașului Zossen, landul Brandenburg, Germania) și deținea o companie de militari la sediul principal al führerului.

## Structuri
OKW făcea parte din structura de comandă a forțelor armate germane. Teoretic a deservit funcția de stat major pentru al treilea Reich, coordinând eforturile forțelor de uscat (Heer), marinei (Kriegsmarine) și forțelor aeriene (Luftwaffe). Având funcția de cabinet militar pentru Adolf Hitler, a fost însărcinat cu transpunerea ideilor lui Hitler în ordine militare. Practic a avut foarte puțină influență asupra comandamentelor înalte ale forțelor de uscat, flotei și forțelor aeriene.

## OKW și OKH
În timp ce războiul progresa, OKW s-a găsit în situația de a avea tot mai mult control direct asupra unităților militare, mai ales în vest. Acest fapt a creat situația în care din 1942 OKW-ul comanda forțele din vest, în timp ce comanda asupra frontului rusesc era exercitată de Oberkommando des Heeres, OKH (Înaltul comandament al forțelor de uscat).
OKW fusese format în 1938 după afacerea Blomberg-Fritsch care a dus la demisia lui Werner von Blomberg și dizolvarea Reichswehrministerium (Ministerul de război al Reichului).
Albrecht von Hagen, un membru al nereușitei tentative de asasinare a lui Hitler de la 20 iulie, a fost staționat aici cu responsabilitatea de curier între posturile militare din Berlin și comandamentul secret a lui Hitler, cunoscut ca „Bârlogul lupului”.
Între OKW și OKH a existat o rivalitate: din cauză că multe operațiuni germane în timpul celui de-al Doilea Război Mondial au fost operațiuni de uscat (cu sprijin aerian), OKH a revendicat controlul asupra tuturor forțelor germane. Hitler a ales OKH-ul în defavoarea OKW-ului.
În timpul războiului tot mai multă influență s-a mutat dinspre OKH spre OKW. Norvegia a fost primul teatru de luptă al OKW. Tot mai multe teatre de luptă au ajuns sub controlul direct al OKW. În final numai armatele de pe frontul rusesc rămăseseră sub controlul OKH.
OKW conducea operațiunile militare pe frontul de vest, Africa și Italia. În vest operațiunile erau bifurcate mai departe între OKW și Oberbefehlshaber West (OBW, Comandantul suprem în vest), care era Generalfeldmarschall Gerd von Rundstedt (mai târziu mareșalul Gunther von Kluge).
Cu timpul fragmentarea s-a mărit, deoarece operațiuni navale și aeriene aveau propriile lor comandamente (Oberkommando der Marine, OKM, și Oberkommando der Luftwaffe, OKL, în frunte cu Hermann Goering) care, teoretic subordonate, erau totuși destul de independente de OKW sau OBW.

## Conducători
OKW a fost condusă pe întreaga perioadă a războiului de Wilhelm Keitel care răspundea direct față de Hitler, de la care proveneau majoritatea ordinelor operaționale, deorece el se numise Oberster Befehlshaber der Wehrmacht (Comandantul suprem al forțelor armate) și Oberbefehlshaber des Heeres (șeful OKH).
Alfred Jodl era Chef des Wehrmachtführung (Șeful statului major) al lui Keitel, în timp ce șeful adjunct era Walter Warlimont.
OKW a fost incriminată dar achitată în timpul proceselor de la Nürnberg de acuzația de a fi o organizație criminală. Keitel și Jodl au fost condamnați la moarte prin spânzurare. Jodl a fost mai târziu achitat postum în 1952, la șase ani după execuția sa.